# Montpeyroux (Hérault)
Montpeyroux is een gemeente in het Franse departement Hérault (regio Occitanie). De plaats maakt deel uit van het arrondissement Lodève. Montpeyroux telde op 1 januari 2022 1.418 inwoners.

## Geografie
De oppervlakte van Montpeyroux bedroeg op 1 januari 2022 22,42 vierkante kilometer; de bevolkingsdichtheid was toen 63,2 inwoners per km².

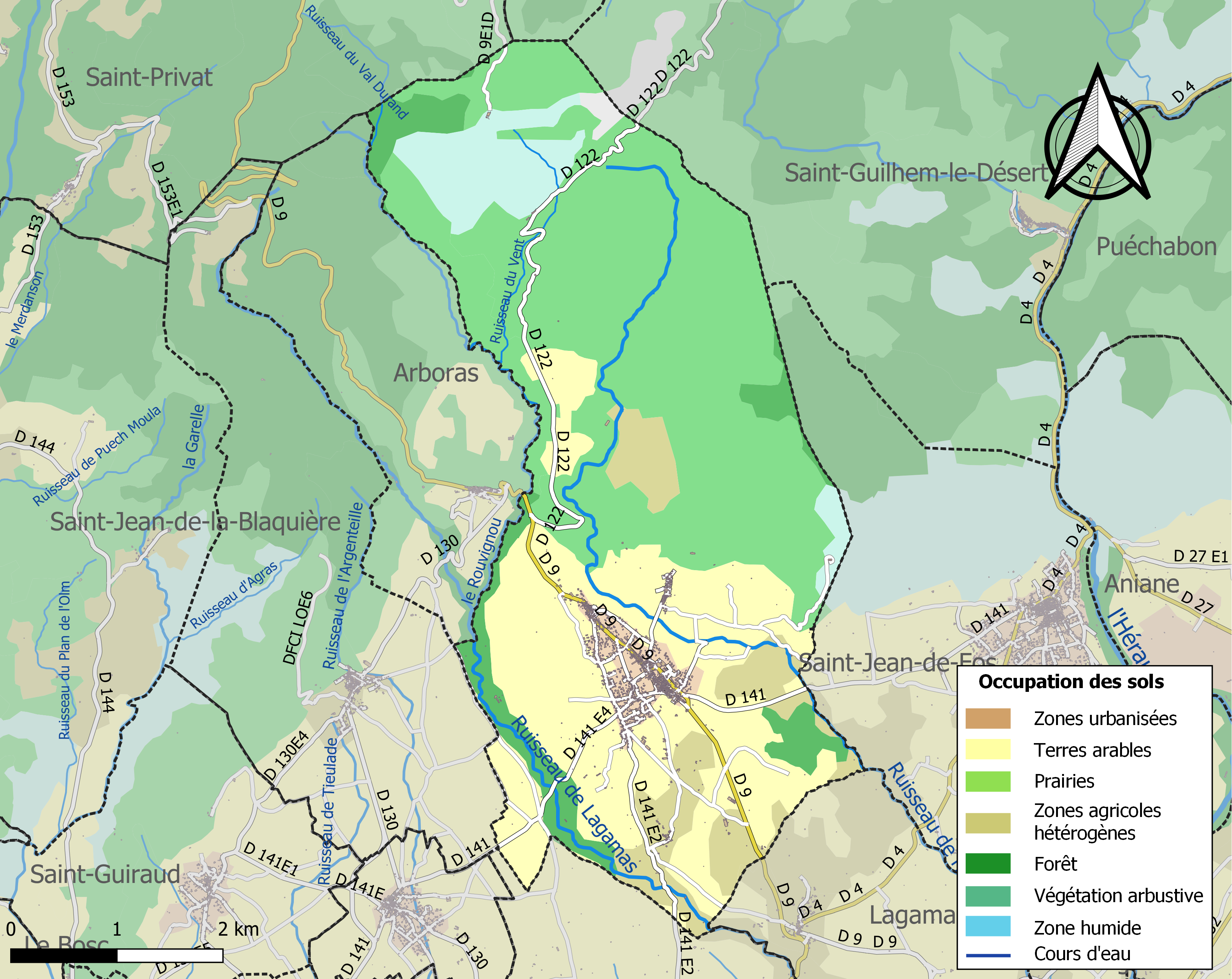
Kaart van de gemeente met belangrijkste infrastructuur, bodemgebruik en omliggende gemeenten

## Demografie
Onderstaande figuur toont het verloop van het inwonertal (bron: INSEE-tellingen).